# Monte Santo
Monte Santo là một đô thị thuộc bang Bahia, Brasil. Đô thị này có diện tích 3285,166 km², dân số năm 2007 là 51257 người, mật độ 15,6 người/km².